# Steubenstraße 23/25 (Weimar)

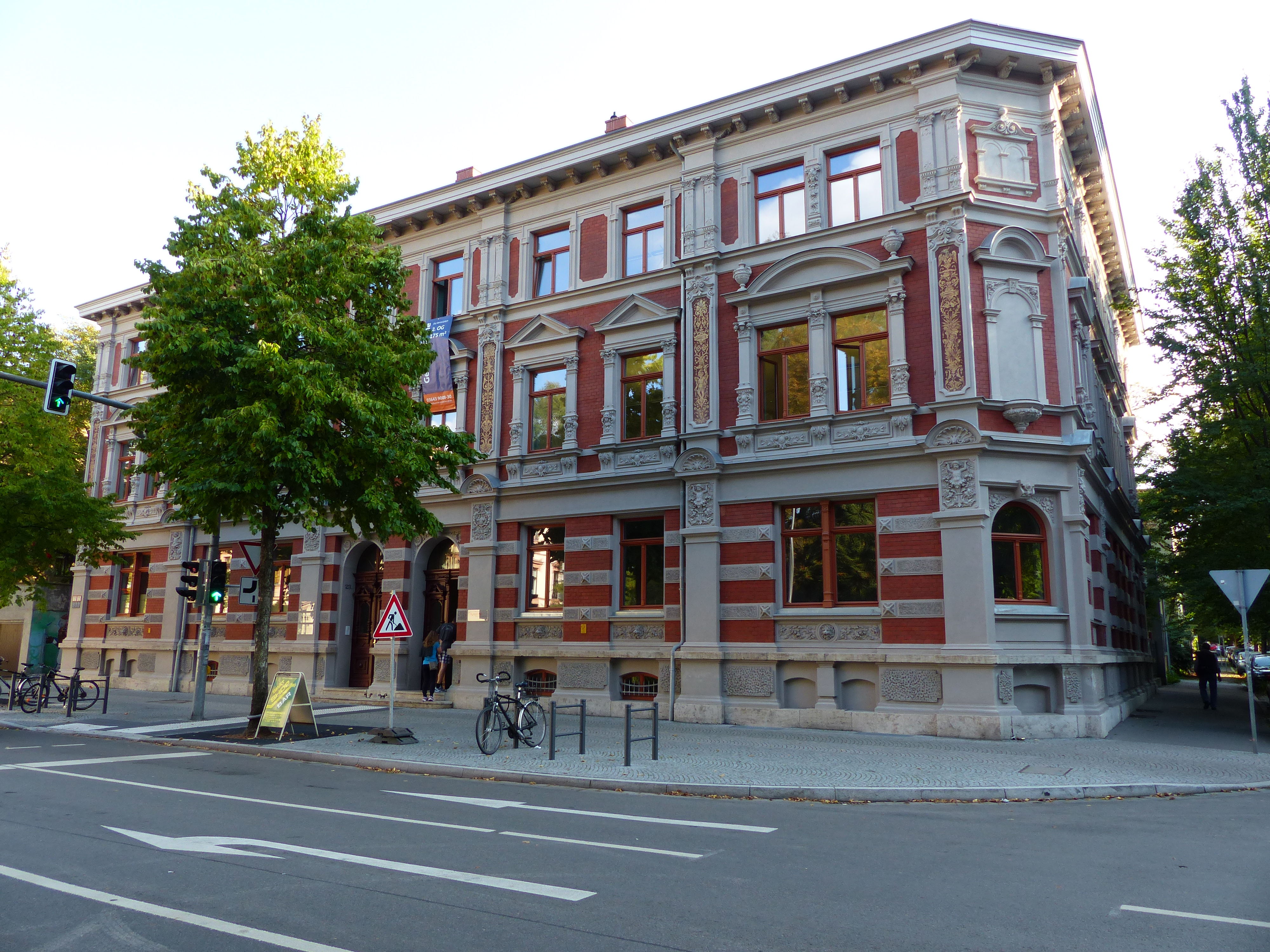
Steubenstraße 23–25

Das historische Gebäude Steubenstraße 23/25 ist ein Verwaltungsgebäude in Weimar. Das Eckhaus steht an der Ecke zur Prellerstraße gegenüber dem Hotel Alt-Weimar.
Das mehrgeschossige Gebäude fällt mit seinem reichen Stuckdekor mit rotgefärbten Putzfeldern auf der Ziegelmauerwerk auf. Deutlich ist dabei die Horizontal- und Vertikalgliederung betont. Es ist im Stile der italienischen Neorenaissance gestaltet. In der Steubenstraße 23–25 befand sich die Poliklinik Süd.
Heute nutzt es u. a. die technische Beraterfirma Ansys für Luft- und Raumfahrt und zur Verteidigung. Arztpraxen gibt es darin aber bis heute. Das Weimarer Unternehmen Dynardo hat 2012 das Gebäude der ehemaligen Poliklinik Süd erworben. Dynardo wurde inzwischen von Ansys übernommen.
Es steht auf der Liste der Kulturdenkmale in Weimar (Einzeldenkmale).